# Principe de Gulliver
Pour les articles homonymes, voir Gulliver.
Le Principe de Gulliver est un concept imaginé par le philosophe Michel Onfray à l'occasion de la sortie de son livre Le Postanarchisme expliqué à ma grand-mère.

L'auteur veut promouvoir un anarchisme (le postanarchisme) débarrassé du 

« catéchisme fabriqué de l’historiographie dominante du militantisme »

 par l'addition de petites forces individuelles à la manières des lilliputiens des Voyages de Gulliver immobilisant au sol le géant Gulliver au moyen d'une multitude de petits liens.